# Helgafell
Helgafell (in lingua islandese: Monte di Helgi) è un cono vulcanico alto 227 metri, situato sull'isola di Heimaey, nella parte sud-occidentale dell'Islanda.

## Denominazione
La denominazione di Helgafell (monte di Helgi) deriva dal nome di Helgi, uno degli schiavi che, secondo quando riportato nel Landnámabók, era fuggito dopo aver ucciso Hjörleifr Hróðmarsson, il fratellastro di Ingólfur Arnarson, il primo colonizzatore dell'Islanda. Gli schiavi furono poi inseguiti e uccisi da Ingólfur.

## Descrizione
Helgafell è situato nella parte meridionale dell'isola di Heimaey, che fa parte dell'arcipelago delle Isole Vestmann (in lingua islandese: 'Vestmannaeyjar), situate al largo della costa sud-occidentale dell'Islanda e amministrativamente incluse nella regione del Suðurland.
Fa parte del sistema vulcanico delle Vestmannaeyjar, considerato il sistema vulcanico più meridionale e più giovane nella zona vulcanica orientale dell'Islanda (in lingua inglese normalmente indicata come EVZ = Eastern Volcanic Zone). È per lo più di un sistema vulcanico sottomarino, da cui circa 15 isole sporgono sopra la superficie del mare; la più giovane è l'isola di Surtsey, formatasi nel 1963.
La penisola di Stórhöfði, posta immediatamente a sud di Helgafell, si è formata circa 6000 anni fa, mentre Helgafell è il risultato di una eruzione secondaria risalente a un migliaio di anni dopo.
A meno di un chilometro a nord-est di Helgafell si trova il vulcano Eldfell, che si è formato il 23 gennaio 1973 da un'improvvisa eruzione da una larga fessura vulcanica.

## Escursionismo
Ci sono diversi sentieri escursionistici che permettono di accedere alla sommità del monte.